# Ágnes Osztolykán

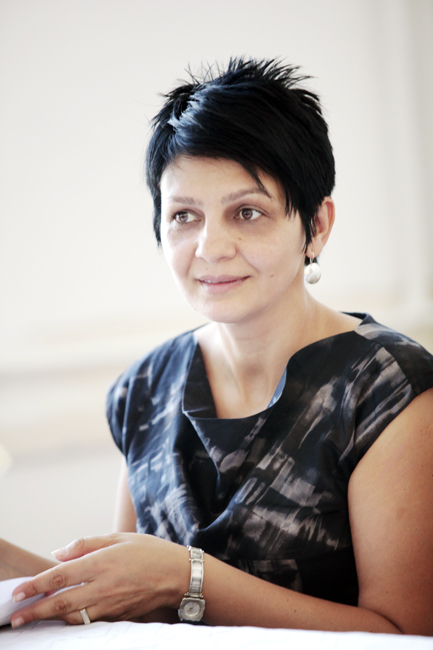
Ágnes Osztolykán, 2012

Ágnes Osztolykán (* 3. November 1974 in Csenger, Ungarn) ist eine ungarische Politikerin und Roma-Aktivistin. Sie war von 2010 bis 2014 Mitglied des Ungarischen Parlaments und erhielt 2011 den International Women of Courage Award des Außenministeriums der Vereinigten Staaten.

## Leben
Osztolykán studierte Politikwissenschaft an der Universität Miskolc. Nach ihrem Abschluss wurde sie 1998 Mitarbeiterin der Soros-Stiftung (Open Society Foundations, OSF). Anschließend leitete sie von 2002 bis 2007 im Ministerium für soziale Angelegenheiten und Arbeit ein Programm zur Eingliederung der Roma.
Im Jahr 2009 trat Osztolykán in die neu gegründete Lehet Más a Politika (LMP, deutsch Die Politik kann anders sein, seit 2020 Grüne) ein. Nach 2,6 Prozent der Stimmen bei der Europawahl 2009, erhielt ihre Partei bei den Parlamentswahlen 2010 7,44 Prozent der Stimmen. Osztolykán errang einen Sitz auf der Budapester Liste. Im Parlament war sie stellvertretende Vorsitzende des Ausschusses für Bildung, Wissenschaft und Forschung. Sie musste dort Diskriminierung und sexuelle Angriffe erfahren. Im Januar 2014 gab sie bekannt, dass sie bei den folgenden Wahlen nicht mehr antreten würde.
Seit 2016 berät Osztolykán das Bildungsministerium.
Osztolykán ist Aktivistin für die Rechte von Roma und Minderheiten. Sie setzt sich für die Bildung von Roma-Kindern ein, für deren Berufsausbildung und die soziale Integration der Roma in Ungarn. Im Jahr 2011 erhielt sie aus den Händen von Hillary Clinton und Michelle Obama den „International Women of Courage Award“. Unter den zehn ausgezeichneten Frauen des Jahres waren auch Rosa Otunbajewa, Zentralasiens erstes weibliches Staatsoberhaupt in Kirgisistan und die Anwältin Guo Jianmei, die sich in China für Frauenrechte einsetzt.
Osztolykán ist verheiratet und hat einen Sohn.